# جواد الشهرستاني
جواد الشهرستاني (1954 - الآن) رجل دين شيعي عراقي، وهو الوكيل العام للمرجع علي السيستاني في إيران، كما أنه زوج ابنته أيضاً، مدير مؤسسة آل البيت ورئيس تحرير مجلة تراثنا الثقافية، اهتم بالنشاطات الثقافية-الدينية، وساهم في بناء العشرات من المؤسسات الدينية في العالم كما رأس تحرير العديد من الدوريات والنشريات الدينية، وقد عدّته مجلة نيوزويك الأمريكية واحداً من عشرين شخصية معاصرة تعتبر الأكثر نفوذاً في إيران.

## ولادته ونشأته
ولد جواد الشهرستاني في مدينة كربلاء سنة 1954، من عائلة دينية علوية ترجع في نسبها إلى الحسين بن علي، كان جده الاعلى المرجع محمد حسين الشهرستاني ( سبط الوحيد البهبهاني) وقضى طفولته في كربلاء في رعاية والده المحقق عبد الرضا الشهرستاني، وهناك انخرط في سلك الدراسة الدينية على المذهب الشيعي فتعلم المقدمات وعلوم اللغة العربيّة في حوزة كربلاء، ثم انتقل إلى مدينة النجف لإكمال دراسته الدينية العليا فانتمى إلى الحوزة العلمية في النجف، وفي تلك الفترة تزوج من ابنة المرجع علي السيستاني الذي يعتبر المرجع الأعلى للشيعة.

## هجرته إلى إيران
وفي سنة 1976 هاجر جواد الشهرستاني إلى إيران بسبب ما قامت به حكومة العراق آنذاك من عمليات التهجير القسري للإيرانيين المقيمين في العراق، واستقر في مدينة مشهد وواصل هناك دراسة البحث الخارج عند آية الله الميرزا علي الفلسفي، وبعد مدة من الزمن انتقل إلى مدينة قم فحضر عند أساتذة الحوزة هناك كالشيخ جواد التبريزي والشيخ الوحيد الخراساني..

## نشاطاته الثقافية
قام جواد الشهرستاني بكتابة بعض المؤلفات وتحقيق العديد من الآثار كما قام بإصدار مجلات علمية وثقافية، ومما يندرج في هذا السياق:
- مجلة الإرشاد. [4]
- ولاية العهد بين الإمام والمأمون.[5]
- بحث في نسبة كتاب فقه الرضا إلى الإمام علي بن موسى الرضا، وإثبات أن الكتاب للشلمغاني.
- مقدمات مطولة على كتاب وسائل الشيعة، مستدرك الوسائل، جامع المقاصد.[6]
- إصدار مجلة تراثنا باللغة العربيّة، والتي بلغت أكثر من تسعين عدداً.[7]

## المراكز والمؤسسات الدينية
وبعد توسع مرجعية علي السيستاني في بداية التسعينيات، قام جواد الشهرستاني بإنشاء الكثير من المراكز والمؤسسات الدينية والمكتبات الثقافية في العالم، منها على سبيل المثال:
| - مؤسسة آل البيت (ولها عدة فروع في العالم). - مركز المصطفى للدراسات الإسلامية. - مؤسسة الإمام علي (فرع قم). - مؤسسة الإمام علي (فرع بيروت). - مؤسسة الإمام علي (فرع لندن). - مركز إحياء التراث الإسلامي. - مكتبة التاريخ التخصصية. - مكتبة القرآن والتفسير التخصصية. - مكتبة علوم الحديث التخصصية. - مكتبة الفقه والحقوق التخصصية. - مكتبة الأدب التخصصية. - مكتبة الكلام والفلسفة والعرفان التخصصية. | - مؤسسة المصادر المعلوماتية للعلوم الإسلامية. - مركز المصادر وأرشيف المستندات. - مكتبة الزهراء العامة. - مركز الطب الإسلامي. - مكتبة المراجع التخصصية. - مركز الإمام الرضا المعلوماتي. - مركز تأليف ونشر الكتب الحوزوية. - مركز الأبحاث العقائدية. - مركز النجوم الإسلامي. - المؤسسة التخصصية في المصادر اللاتينية. - مؤسسة الإمام الرضا الكمبيوترية. - مكتبة المحقق الطباطبائي. |